# 愛その他の悪霊について
『愛その他の悪霊について』（あいそのたのあくりょうについて、西: Del amor y otros demonios）は1994年に出版された、ガブリエル・ガルシア＝マルケスの長編小説。

## あらすじ
舞台は18世紀のコロンビア。伯爵の娘シエルバ・マリアはある日、狂犬に噛まれてしまう。保守的な修道院長や司教らは、彼女に悪魔憑きの疑いをかけ、修道院に監禁する。そこに、悪魔祓いの命を受けたカエターノ・デラウラ神父が派遣される。娘と神父は、やがて強く惹かれ合うようになっていく。

## 日本語訳
- 『愛その他の悪霊について』旦敬介訳、新潮社、1996年、新版2007年

## 映画
イルダ・イダルゴにより2009年に映画化された、コスタリカおよびコロンビア映画。上映時間100分。日本では2010年にDVDが発売された。

## オペラ
ペーテル・エトヴェシュの作曲によりオペラ化された。題名は英語で Love and Other Demons。初演はシルヴィウ・プルカレーテの演出、ウラディーミル・ユロフスキの指揮により、2008年のグラインドボーン音楽祭において行われた。同音楽祭とBBCの委嘱作品である。
エトヴェシュは2010年にライン国立オペラ（ストラスブール）とラ・フィラチュール（ミュルーズ）で自ら指揮しており、2017年のハンガリー国立歌劇場の公演でも上演された。